# Lindsay Bloom
Lindsay Diane Bloom (* 28. August 1950 in Omaha, Nebraska) ist eine US-amerikanische Schauspielerin.

## Leben
Bloom wuchs im US-Bundesstaat Nebraska auf und nahm bereits im Alter von 17 Jahren an Schönheitswettbewerben teil. 1968 wurde sie zur „Miss Omaha“ gekürt und war in der Vorauswahl für die „Miss America“, konnte sich aber nicht durchsetzen. 1969 gewann sie den Titel „Miss Utah“. 1972 nahm sie bei den Wahlen zur „Miss International“ teil, wo sie den vierten Platz belegte; im selben Jahr wurde sie „Miss Arizona“.
Seit dem 8. Dezember 1979 ist sie mit dem Schauspieler Mayf Nutter verheiratet.

## Karriere
Durch ihre Misswahl-Titel wurden die Medien auf sie aufmerksam und sie wurde in den Jahren 1972 und 1973 Teil der Ding-A-Ling Sisters, einer Tanz- und Gesangsformation der Dean Martin Show, die aus den Golddiggers hervorgegangen war. Zusammen mit ihrer Ding-A-Ling Sisters-Kollegin Michelle DellaFave gründete sie 2007 das Gesangsduo Blue Eyed Soul.
Ab 1973 war sie auch in Filmen und in Fernsehserien zu sehen. So spielte sie 1975 die Hauptrolle in dem Film Sixpack Annie von American International Pictures. Laut Aussagen Blooms verkörperte sie eine „biertrinkende, truckfahrende Südstaatenschönheit“; die profane Sprache und eine „Nacktszene sind der Grund, warum der Film ein R-Rating erhielt.“
In mehreren Folgen von Ein Duke kommt selten allein spielte sie die Telefonistin Maybelle. Weitere Rollen hatte sie in Cover Girl Models und als Jean Harlow in Wie Engel in der Hölle sowie in French Quarter, The Main Event, American Teens und The Happy Hooker Goes Hollywood.
Eine wiederkehrende Rolle hatte Bloom an der Seite von Stacy Keach als Velda, Sekretärin der Titelfigur Mike Hammer in der Fernsehadaption von Mickey Spillanes Mike Hammer und deren Neuauflage The New Mike Hammer sowie in mehreren darauf basierenden Fernsehfilmen; sie war auch in mehreren Folgen der Fernsehserie Dallas zu sehen. 1985 spielte sie in dem NBC-Fernsehfilm Der Schrecken der London Bridge an der Seite von David Hasselhoff. 1986 trat sie neben Barry Jenner, Jamie Farr, Tom Poston, Paul Eiding, James Widdoes und Jack Carter in der 1987 von Bert Convy moderierten Sendung Super Password auf. Seit den 1990er Jahren war sie nur noch vereinzelt vor der Kamera zu sehen.
Im deutschen Sprachraum wurde Lindsay Bloom unter anderem von Marianne Groß, Christel Harthaus, Liane Rudolph, Marion von Stengel, Madeleine Stolze und Uschi Wolff synchronisiert.

## Filmografie (Auswahl)

### Film
- 1973: The Roommates
- 1975: Cover Girl Models
- 1975: Sixpack Annie
- 1977: Wie Engel in der Hölle (Hughes and Harlow: Angels in Hell)
- 1978: Goober & the Truckers’ Paradise (Fernsehfilm)
- 1978: Highway Cowboy (Texas Detour)
- 1978: French Quarter
- 1979: American Teens (H.O.T.S.)
- 1979: Was, du willst nicht?
- 1980: The Happy Hooker Goes Hollywood (auch: Hollywood Blue)
- 1983: Lone Star Bar & Grill
- 1984: Mike Hammer – Ein Mord ist nicht genug (Fernsehfilm; More Than Murder)
- 1985: Der Schrecken der London Bridge (Fernsehfilm)
- 1986: Mike Hammer – Kidnapping in Hollywood (Fernsehfilm; The Return of Mickey Spillane’s Mike Hammer )
- 1989: Mike Hammer – Mädchen, Morde und Moneten (Fernsehfilm; Mike Hammer: Murder Takes All)
- 1999: Grizzly Adams (Grizzly Adams and the Legend of Dark Mountain)
- 2020: Charlie’s Christmas Wish

### Fernsehen
jeweils eine Folge, wenn nicht anders angegeben
- 1974: Notruf California (Emergency!)
- 1976: Rhoda
- 1976: Wonder Woman
- 1976–1978: Starsky & Hutch (2 Folgen)
- 1977: Police Story – Immer im Einsatz (Police Story)
- 1977: Die Zwei mit dem Dreh (Switch)
- 1978: Barnaby Jones
- 1979: Laverne & Shirley
- 1979–1981: Ein Duke kommt selten allein (The Dukes of Hazzard) (7 Folgen)
- 1980: Drei Engel für Charlie (Charlie’s Angels)
- 1980: Sanford
- 1980: Vegas (2 Folgen)
- 1980–1981: Love Boat (2 Folgen)
- 1982: Dallas (6 Folgen)
- 1982: Strike Force
- 1983: Trapper John, M.D.
- 1984–1987: Mike Hammer (46 Folgen)
- 1985: Hollywood Beat